# Bordeaux hockey club
Le Bordeaux hockey club (BHC) est un club français de hockey sur glace situé à Bordeaux, dans le département de la Gironde, de sa fondation en 1974 à son intégration au club omnisports des Girondins de Bordeaux en 1988 (Girondins de Bordeaux hockey club).

## Palmarès
- Championnat de France de Nationale 2[2] : champion en 1986.
- Championnat de France de Nationale C[2] : champion en 1986.

## Statistiques saison par saison
| Saison    | PJ | V  | D  | N | BP  | BC  | Pts | Classement       | Séries éliminatoires | Note                      |
| --------- | -- | -- | -- | - | --- | --- | --- | ---------------- | -------------------- | ------------------------- |
| 1974-1975 |    |    |    |   |     |     |     | ?, 2e série      |                      | Maintien                  |
| 1975-1976 |    |    |    |   |     |     |     | ?, 2e série      |                      | Maintien                  |
| 1976-1977 | 16 | 11 | 5  | 0 | 108 | 79  |     | 5e, 2e série     | Demi-finaliste (PO)  | Maintien                  |
| 1977-1978 | 11 | 6  | 3  | 2 | 94  | 67  |     | 15e, 2e série    | Non qualifié         | Maintien                  |
| 1978-1979 | 8  | 3  | 3  | 2 | 49  | 41  |     | 15e, Nationale C | Non qualifié         | Maintien                  |
| 1979-1980 |    |    |    |   |     |     |     | ?, Nationale C   | Non qualifié         | Maintien                  |
| 1980-1981 | 8  | 4  | 4  | 0 | 72  | 63  |     | 20e, Nationale C | Non qualifié         | Maintien                  |
| 1981-1982 |    |    |    |   |     |     |     | ?, Nationale C   | Non qualifié         | Maintien                  |
| 1982-1983 | 10 | 2  | 7  | 1 | 67  | 72  |     | 13e, Nationale C | Non qualifié         | Maintien                  |
| 1983-1984 | 10 | 4  | 3  | 3 | 53  | 66  |     | 15e, Nationale C | Non qualifié         | Maintien                  |
| 1984-1985 | 13 | 11 | 0  | 2 | 134 | 54  |     | 1er, Nationale C | Champion             | Promotion en Nationale B  |
| 1985-1986 | 22 | 17 | 5  | 0 | 135 | 80  |     | 1er, Nationale 2 | Champion             | Promotion en Nationale 1B |
| 1986-1987 | 30 | 12 | 18 | 0 | 162 | 225 |     | 4e, Nationale 1B |                      | Maintien                  |
| 1987-1988 | 28 | 20 | 5  | 3 | 219 | 139 |     | 2e, Nationale 1B |                      | Promotion en Nationale 1A |

### Meilleur pointeur par saison
- 1985-1986 : François Bellerose 45pts (29 buts, 16 assistances) en 14 matchs[2].
- 1986-1987 : Roger Dubé 61pts (39 buts, 22 assistances) en 19 matchs[2].
- 1987-1988 : Roger Dubé 99pts (69 buts, 30 assistances) en 26 matchs[2].

## Capitaines

### Entraîneurs
- 1986-1988 : Patrick Francheterre